# 조선총독부 (드라마)
조선총독부는 문화방송 특집드라마이다.

## 제작진
- 극본 : 이상현
- 연출 : 김종학

## 출연진
- 김기일
- 김상순
- 김주영
- 변희봉
- 신충식
- 이혜숙
- 임채무
- 전운
- 최병학
- 김무생
- 이대근
- 정성모
- 최불암
- 한인수
- 김주영
- 박종관
- 홍성민
- 김인태
- 남성훈
- 김진태